# Escola Universitària de Turisme del Consell Insular d'Eivissa i Formentera
L'Escola Universitària de Turisme del Consell Insular d'Eivissa i Formentera (ETEiF) és un centre adscrit a la Universitat de les Illes Balears, amb seu a l'illa d'Eivissa.
Aquesta escola es va fundar l'any 1964 i en l'actualitat es dedica a la formació empresarial i turística (títol obligatori per a la direcció d'empreses turístiques). Alhora, amb els estudis oferts, es pot obtenir el títol equivalent a la diplomatura universitària.
Es realitzen pràctiques dels estudis en empreses i institucions del sector turístic a les Illes Balears i a l'estranger. L'escola, a més, compta amb un servei d'informació i assessorament sobre les demandes existents de feina i elaboració de currículums, així com d'un servei de coordinació de les entrevistes personals amb el seu alumnat.
La seu de l'escola està situada a l'Edifici Polivalent Ca's Serres de Dalt, al carrer de Bes, Eivissa.